# دانیله پورتانوا
دانیله پورتانوا (انگلیسی: Daniele Portanova؛ زادهٔ ۱۷ دسامبر ۱۹۷۸) بازیکن فوتبال اهل ایتالیا است.
از باشگاه‌هایی که در آن بازی کرده‌است می‌توان به باشگاه فوتبال کوزنتسا کالچو، باشگاه فوتبال مسینا، باشگاه فوتبال آ.اس. رم، باشگاه فوتبال بولونیا، باشگاه فوتبال روبور سیه‌نا، باشگاه فوتبال جنوآ، باشگاه فوتبال آولینو، باشگاه فوتبال پالرمو، و باشگاه فوتبال ناپولی اشاره کرد.